# 848-й истребительный авиационный полк
848-й истребительный авиационный Ордена Кутузова полк (848-й иап) — воинская часть Военно-Воздушных сил (ВВС) Вооружённых Сил РККА, принимавшая участие в боевых действиях Великой Отечественной войны.

## Наименования полка
- 848-й ближнебомбардировочный авиационный полк;
- 848-й истребительный авиационный полк;
- 848-й истребительный авиационный Ордена Кутузова полк;
- Полевая почта 35436.

| И-15 бис | И-153 | И-16 |

## Создание полка
848-й истребительный авиационный полк сформирован в составе ВВС Забайкальского фронта как 848-й ближнебомбардировочный авиационный полк в апреле 1942 года. В марте 1943 года начал переформировываться с переименованием в 848-й истребительный авиационный полк

## Расформирование полка
848-й истребительный авиационный Ордена Кутузова полк 15 марта 1947 года в связи с проводимыми сокращениями Вооружённых сил был расформирован в составе 15-й гв. иад 10-го истребительного авиационного корпуса 14-й ВА Прикарпатского военного округа с передачей личного состава в 3-й, 180-й и 181-й гв. иап.

## В действующей армии
В составе действующей армии:
- с 7 июля 1944 года по 9 мая 1945 года.

## Командиры полка
- майор Прусаков Степан Ильич[6], 03.1943 — 22.11.1946

## В составе соединений и объединений
| Период        | Фронт (округ)               | армия                | корпус                                 | дивизия                                             | примечание                     |
| ------------- | --------------------------- | -------------------- | -------------------------------------- | --------------------------------------------------- | ------------------------------ |
| 01.04.1942 г. | Забайкальский фронт         | ВВС фронта           |                                        |                                                     |                                |
| 01.03.1943 г. | Забайкальский фронт         | 12-я воздушная армия |                                        |                                                     | переименован в 848-й иап       |
| 01.04.1943 г. | Забайкальский фронт         | 12-я воздушная армия |                                        | 246-я истребительная авиационная дивизия            | 18 И-16, 9 И-153 и 27 лётчиков |
| 01.01.1944 г. | Харьковский военный округ   | ВВС округа           | 13-й истребительный авиационный корпус | 194-я истребительная авиационная дивизия            |                                |
| 07.03.1944 г. | Харьковский военный округ   | ВВС округа           | 13-й истребительный авиационный корпус | 194-я истребительная авиационная дивизия            | получил Ла-5                   |
| 17.06.1944 г. | Одесский военный округ      | ВВС округа           | 13-й истребительный авиационный корпус | 194-я истребительная авиационная дивизия            | Ла-5                           |
| 07.07.1944 г. | 1-й Белорусский фронт       | 6-я воздушная армия  | 13-й истребительный авиационный корпус | 194-я истребительная авиационная дивизия            | Ла-5                           |
| 01.08.1944 г. | 1-й Белорусский фронт       | 16-я воздушная армия | 13-й истребительный авиационный корпус | 194-я истребительная авиационная дивизия            | Ла-5                           |
| 07.09.1944 г. | 3-й Украинский фронт        | 17-я воздушная армия |                                        | 194-я истребительная авиационная дивизия            | Ла-5                           |
| 01.01.1945 г. | 3-й Украинский фронт        | 17-я воздушная армия |                                        | 194-я истребительная авиационная дивизия            | Ла-5                           |
| 01.04.1945 г. | 3-й Украинский фронт        | 17-я воздушная армия |                                        | 194-я истребительная авиационная дивизия            | Получил 30 Ла-7                |
| 09.05.1945 г. | 3-й Украинский фронт        | 17-я воздушная армия |                                        | 194-я истребительная авиационная дивизия            | Ла-7                           |
| 10.06.1945 г. | Южная группа войск          | 17-я воздушная армия |                                        | 194-я истребительная авиационная дивизия            | Ла-7                           |
| 08.10.1945 г. | Одесский военный округ      | 5-я воздушная армия  |                                        | 194-я истребительная авиационная дивизия            | Ла-7                           |
| 01.12.1945 г. | Прикарпатский военный округ | 14-я воздушная армия | 10-й истребительный авиационный корпус | 15-я гвардейская истребительная авиационная дивизия | Ла-7                           |
| 01.03.1947 г. | Прикарпатский военный округ | 14-я воздушная армия | 10-й истребительный авиационный корпус | 15-я гвардейская истребительная авиационная дивизия | расформирован                  |

## Первая известная воздушная победа полка
Первая известная воздушная победа полк в Отечественной войне одержаны 18 июля 1944 года: младший лейтенант Тимофеев Г.В. в воздушном бою в районе южнее н.п. Рудня сбил 3 немецких истребителя Ме-109.

## Участие в сражениях и битвах
- Белорусская операция «Багратион» — с 7 июля 1944 года по 29 августа 1944 года.
- Люблин-Брестская операция — с 18 июля 1944 года по 2 августа 1944 года.
- Будапештская операция — с 29 октября 1944 года по 13 февраля 1945 года.
- Балатонская оборонительная операция — с 6 марта 1945 года по 15 марта 1945 года.
- Венская наступательная операция — с 16 марта 1945 года по 15 апреля 1945 года.

## Награды
848-й истребительный авиационный полк за образцовое выполнение боевых заданий командования в боях с немецкими захватчиками при овладении городами Секешфехервар, Мор, Зирез, Веспрем, Эньинг и проявленные при этом доблесть и мужество Указом Президиума Верховного Совета СССР от 26 апреля 1945 года награждён орденом Кутузова III степени.

## Благодарности Верховного Главнокомандования
Верховным Главнокомандующим объявлены благодарности полку в составе 194-й иад:
- За овладение городом Будапешт[7]
- За овладение городами Секешфехервар и Веспрем[8]
- За овладение городами Чорно и Шарвар[9]
- За овладение городами Залаэгерсегом и Кестелем[10]
- За овладение городами Вашвар и Керменд[11]
- За овладение городом Надьканижа[12]
- За овладение городом Вена[13]

## Статистика боевых действий
За годы Великой Отечественной войны полком:
| Выполнено боевых вылетов | Сбито самолётов противника в воздухе | Сбито аэростатов противника |
| ------------------------ | ------------------------------------ | --------------------------- |
| 1940                     | 50                                   | 0                           |

## Самолёты на вооружении
| Период      | Самолёты |
| ----------- | -------- |
| 1943 — 1944 | И-16     |
| 1943 — 1943 | И-153    |
| 1944 — 1945 | Ла-5     |
| 1945 — 1947 | Ла-7     |

| Ла-7 | Ла-5 |  |

## Базирование
| Период            | Аэродромы                  |
| ----------------- | -------------------------- |
| 07.1945 — 10.1945 | Брашов Румыния             |
| 10.1945 — 03.1947 | Городок, Львовская область |